# UGC 6697
UGC 6697 est une vaste galaxie irrégulière de type magellanique, vue par la tranche et située dans la constellation du Lion. Sa vitesse par rapport au fond diffus cosmologique est de 7 052 ± 23 km/s, ce qui correspond à une distance de Hubble de 104,0 ± 7,3 Mpc (∼339 millions d'al).
La classe de luminosité d'UGC 6697 est V-VI et elle présente une large raie HI. De plus, elle est une galaxie à sursauts de formation d'étoiles et renferme des régions d'hydrogène ionisé (HII).
À ce jour, trois mesures non basées sur le décalage vers le rouge (redshift) donnent une distance de 116,000 ± 15,716 Mpc (∼378 millions d'al), ce qui est à l'extérieur des valeurs de la distance de Hubble.

## Caractéristiques

### Galaxie méduse

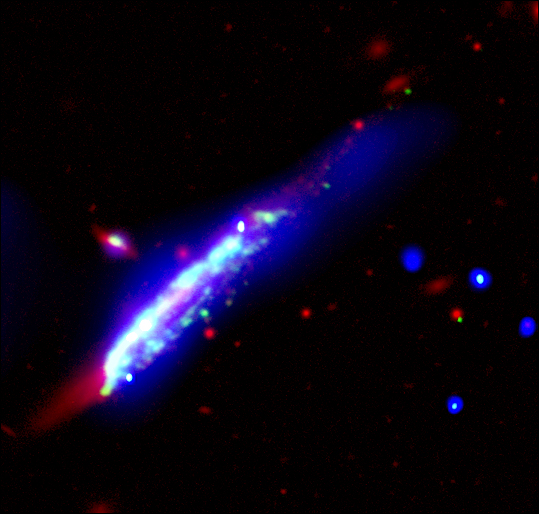
UGC 6697 imagée aux rayons X par le télescope spatial Chandra. Sur cette image apparaît en blanc le disque stellaire de la galaxie et en bleu la queue de gaz extrait par la pression dynamique et qui s'étend davantage en dehors de la galaxie, en haut à droite. Les points bleus à droite sur l'image sont des sources de rayons X plus lointaines.

Vue depuis la Terre, la galaxie UGC 6697 présente son disque par la tranche et une extension de celui-ci, semblable à une queue de marée, au nord-ouest. On pense que cette caractéristique (l'extension) n'est pas due à une interaction passée entre UGC 6697 et une autre galaxie, mais plus probablement à un effet de décapage par pression dynamique.
UGC 6697 chute à une vitesse de plusieurs millions de km/h vers le centre de l'amas de galaxies Abell 1327, connu aussi sous le nom d'amas du Lion. Durant sa course, la galaxie interagit avec le milieu intra-amas du groupe, la dépouillant de son milieu interstellaire et formant une queue de gaz et de formation d'étoiles dans son sillage sur une distance d'environ 100 kpc (∼326 000 al). Il est possible qu'à long terme la galaxie se retrouve dépourvue de l'ensemble de son gaz, indispensable à la formation de nouvelles étoiles, et qu'elle devienne anémique.
Des observations aux rayons X par le télescope spatial Chandra ont montré que les gaz de la galaxie émettent une part importante de rayons X, cause de fréquentes explosions de supernovas elles-mêmes liées à un épisode de formation stellaire intense.

### Galaxie compagnon?
Au nord de UGC 6697, 2MASX J11434983+1958343 est une petite galaxie qui présente elle aussi les effets d'un décapage par pression dynamique. Sa distance de Hubble est égale à 116,07 ± 8,13 Mpc (∼379 millions d'al).
Selon un article publié en 2017, il est possible que les deux galaxies aient pu brièvement interagir par le passé, accentuant leur dépouillement en matière interstellaire. Notons cependant que les galaxies sont aujourd'hui, vues depuis la Terre et d'après les données de la base de données NASA/IPAC, espacées d'environ 40 millions d'années-lumière.

## Supernova
La supernova SN 1986C a été découverte dans UGC 6697 le 5 mars 1986 par B. Leibundgut et B. Binggeli. D'une magnitude apparente de 18 au moment de sa découverte, elle était de type II.

## Groupe de NGC 3842

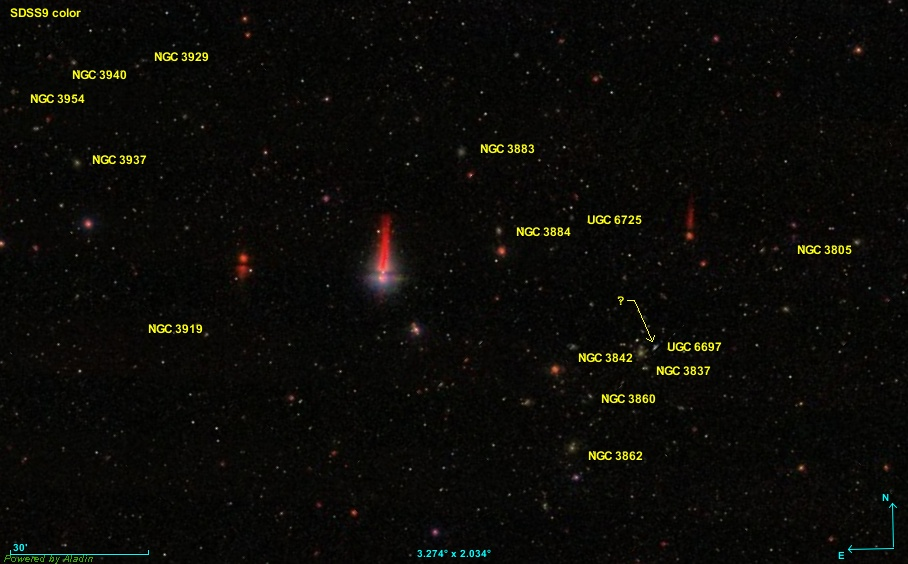
Les galaxies du groupe de NGC 3842 (image relevé SDSS).

UGC 6697 fait partie du groupe de NGC 3842, la galaxie la plus brillante de ce groupe. Le groupe de NGC 3842 compte au moins 16 galaxies. Les galaxies membres du groupe sont NGC 3805, NGC 3837, NGC 3842, NGC 3862, NGC 3860, NGC 3883, NGC 3884, NGC 3919, NGC 3929, NGC 3937, NGC 3940, NGC 3947, NGC 3954, UGC 6697 et UGC 6725 respectivement noté 1141+2015 et 1142+2044 pour les galaxies CGCG 1141.2+2015 et CGCG 1142.5+2044. La 16e galaxie de la liste de l'article publié par Abraham Mahtessian en 1998 est noté 1134+2015, une malheureuse notation abrégée qui rend difficile et parfois même impossible l'identification de la galaxie, comme celle-ci qui ne figure pas dans les bases de données NASA/IPAC et Simbad.
La galaxie au nord de NGC 3862 est IC 2955. Les distances de Hubble de ces deux galaxies sont respectivement égales à 100,3 ± 7,0 Mpc (∼327 millions d'al) et à 100,8 ± 7,1 Mpc (∼329 millions d'al) Ces deux galaxies forment probablement une paire de galaxies. IC 2955 fait donc partie du groupe de NGC 3842, mais elle n'apparait pas dans la liste de Mahtessian, un oubli ?
Comme plusieurs des galaxies voisines, NGC 3884  et les galaxies du groupe de NGC 3842 font partie de l'amas de galaxies du Lion (Abell 1367).
Note : la galaxie NGC 3860 dans la liste de Mahtessian ne fait pas vraiment partie du groupe de NGC 3842. Elle fait plutôt partie du groupe de NGC 3861. Voir la page de NGC 3860 pour des informations plus détaillées.